# Paris-Hirson
Paris-Hirson est une ancienne course cycliste française, organisée en 1934 et 1935 entre la Capitale et la ville de Hirson dans le département de l'Aisne.

## Palmarès
| Année | Vainqueur       | Deuxième         | Troisième      |
| ----- | --------------- | ---------------- | -------------- |
| 1934  | Michel Catteeuw | Maurits Oplinus  | Georges Hubatz |
| 1935  | Michel Catteeuw | Albert Hendrickx | Dante Franzil  |